# Andinobates abditus
Andinobates abditus es una especie de anfibio anuro de la familia Dendrobatidae. Actualmente se encuentra amenazada por la destrucción de su hábitat, que es utilizado para la agricultura. Es endémica de Ecuador y sólo se conoce en la base oriental del volcán Reventador, en el suroeste del puente Río Azuela, provincia de Napo, a 1.700 m s. n. m., en la vertiente amazónica de los Andes.